# Subwoolfer
Subwoolfer je norveški pop duo, ki je zastopal Norveško na tekmovanju za pesem Evrovizije 2022 s pesmijo »Give That Wolf a Banana« in dosegela10. mesto. Njuna identiteta ni znana, pravita si Keith in Jim.

## Kariera
Dne 10. januarja 2022 je NRK sporočil, da bo Subwoolfer tekmoval na Melodi Grand Prix 2022, norveškem nacionalnem izboru za Pesem Evrovizije 2022. Svoje identitete nista razkrila, med nastopom sta nosila volčje maske, rokavice in obleko. Ime skupine je kombinacija besed subwoofer in wolf. Duo je objavil izmišljeno zgodbo o svojem izvoru. Zgodba govori, da je nastal pred 4,5 milijarde let na Luni. Subwoolferja so razglasili za enega od izvajalcev, ki so bili predkvalificirani za na Melodi Grand Prix 2022, s pesmijo »Give That Wolf a Banana«. 
Svojo skladbo bi morala prvotno izvesti v tretjem krogu tekmovanja dne 29. januarja 2022, vendar je bil njun nastop odpovedan zaradi pozitivnega testa na COVID-19. Namesto tega sta svojo pesem izvedla v četrtem krogu tekmovanja. Ponovno sta jo izvedla v finalu izbora dne 19. februarja. Na koncu sta zmagala na tekmovanju s 368.106 glasovi. Po zmagi v finalu je Subwoolfer postal predstavnik Norveške na tekmovanju za Pesem Evrovizije 2022 in je nastopil v drugi polovici prvega polfinala, dne 10. maja 2022 v Torinu v Italiji ter se uvrstila v finale v katerem sta s 182 točkmi končala na 10 mestu. Bila sta druga zamaskirana izvajalca na tekmovanju za pesem Evrovizije in prva v zadnjih 15 letih.
11. februarja 2022 sta izdala valentinovo različico pesmi »Give That Wolf a Romantic Banana«. Dne 1. julija 2022 sta Subwoolfer izdala pesem »Melocoton (The Donka Donk Song)«, za katero sta posnela tudi videospot. 
Ker sta Keith in Jim med nastopi oblečena v maske, podobne rumenim volkom ter je resnična identiteta neznana so se je na družbenih omrežjih začele špekulacije glede njune indentitete. Med špekuliranimi identitetami Keitha in Jima so brata Ylvis, Gaute Ormåsen, Ben Adams ter Erik & Kriss.

## Diskografija

### Singli
- »Give That Wolf a Banana« (2022)
- »Give That Wolf a Romantic Banana« (2022)
- »Melocoton (The Donka Donk Song)« (2022)